# 리보라지! ~솔직하게 인기 캐릭터 대집합~
리보라지! ~솔직하게 인기 캐릭터 대집합~(일본어: リボラジ!〜ぶっちゃけ人気キャラクター大集合!〜)은 가정교사 히트맨 REBORN!과 관련된 인터넷 라디오 방송이다.